# Deer Park (Teksas)
Deer Park – miasto w Stanach Zjednoczonych, w stanie Teksas, w hrabstwie Harris.

## Demografia
Według przeprowadzonego przez United States Census Bureau spisu powszechnego w 2010 miasto liczyło 32 010 mieszkańców, co oznacza wzrost o 1022,4% w porównaniu do roku 2000. Natomiast skład etniczny w mieście wyglądał następująco: Biali 86,2%, Afroamerykanie 1,5%, Azjaci 1,5%, pozostali 10,8%.